# Navajo Times
Navajo Times – được biết đến vào đầu những năm 1980 với tên Navajo Times Today – là một tờ báo được sáng lập bởi Hội đồng bộ lạc Navajo năm 1959. Năm 1982, đây là nhật báo đầu tiên được sở hữu và xuất bản bởi người Mỹ bản địa. Hiện nay, tờ báo này độc lập hoàn toàn về tài chính và được xuất bản bằng tiếng Anh. Trụ sở chính của tòa soạn đặt tại Window Rock, Arizona.
Trong nửa thế kỷ qua, đội ngũ biên tập viên của nó đã liên tục phải đối mặt với những thách thức đối với việc kiểm duyệt từ các nhà lãnh đạo và các đối thủ chính trị. Năm 1987, Hội đồng bộ lạc buộc phải đóng cửa tòa soạn và sa thải toàn bộ nhân viên của mình. Dưới sự lãnh đạo của Tom Arviso, Jr. (biên tập viên từ năm 1988 và chủ tờ báo từ năm 1993), tờ báo tiếp tục hoạt động để duy trì và thúc đẩy tự do báo chí.
Năm 2004, tờ báo độc lập tài chính khỏi Hội đồng bộ lạc. Nó được xuất bản bởi Công ty xuất bản Navajo Times, do Arviso làm giám đốc điều hành. Tờ báo đang đi sâu vào việc sử dụng ngôn ngữ Navajo nhiều hơn trong các ấn phẩm của mình, bao gồm cả trực tuyến. Tổng biên tập hiện tại là Duane A. Beyal.

## Lịch sử
Số đầu tiên của thời báo chính thức ra mắt vào ngày 4 tháng 8 năm 1960 và được bán với giá 10 xu/tờ. Khẩu hiệu của tờ báo là "Tiếng nói của vùng Navajoland Tươi đẹp". Không giống như tờ báo trước đó là Ádahooníłígíí của thập niên 1940, Navajo Times được xuất bản bằng tiếng Anh và rất hiếm khi được xuất bản bằng tiếng Navajo.
Với mục tiêu ban đầu là phục vụ như một bản tin hàng tháng và là cơ quan ngôn luận chính thức của Hội đồng bộ lạc, tờ báo bắt đầu trở thành một ấn phẩm hàng tuần vào đầu những năm 1960. Không giống như hầu hết các tờ báo khác dưới sự kiểm soát của chính phủ người Mỹ bản địa, đội ngũ biên tập viên của nó ngày càng khẳng định quyền tự do báo chí vốn được bảo đảm trong Tu chính án thứ tư về Tuyên ngôn nhân quyền của Xứ Navajo.
Vào cuối những năm 1970, bài báo có cuộc bất đồng đầu tiên với Chủ tịch Hội đồng bộ lạc lúc đó là Peter MacDonald, người đã liên tục sa thải các tổng biên tập hết lần này đến lần khác vì các bài xã luận mang tính chỉ trích chính quyền bộ lạc. Năm 1982, tờ báo chính thức chuyển thành báo hàng ngày (nhật báo) và số lượng phát hành của nó tăng từ 4.000 lên 8.000. Cùng thời gian này, biên tập viên Mark Trahant đã đổi tên nó thành Navajo Times Today, gián tiếp biến tờ báo này thành nhật báo đầu tiên được xuất bản bởi một chính quyền người Mỹ bản địa ở Hoa Kỳ. Trong những năm 1980, đội ngũ biên tập viên của nó được hưởng một thời kỳ tự do báo chí. Trong các bài báo, các phóng viên của tờ báo thường chỉ trích chính quyền tự trị Navajo.

### Đình bản
Sau cuộc bầu cử năm 1987, tờ báo (lúc bấy giờ vẫn được tài trợ bởi chính quyền tự trị Navajo) đã bị Chủ tịch Peter MacDonald ra lệnh buộc đóng cửa. Lý do là ban biên tập của tờ báo này liên tục tỏ ra ủng hộ đối thủ chính trị của MacDonald, Peterson Zah trong chiến dịch bầu cử, đồng thời còn tiếp tục chỉ trích chính quyền trong các bài xã luận. Chính quyền MacDonald đã tuyên bố sa thải toàn bộ nhân viên. Tuy nhiên, MacDonald lại tuyên bố rằng việc tờ báo này ngừng hoạt động là do kinh doanh thua lỗ. Khi chính quyền nối lại việc ấn bản bốn tháng sau đó, Navajo Times trở lại thành thời báo hàng tuần. 

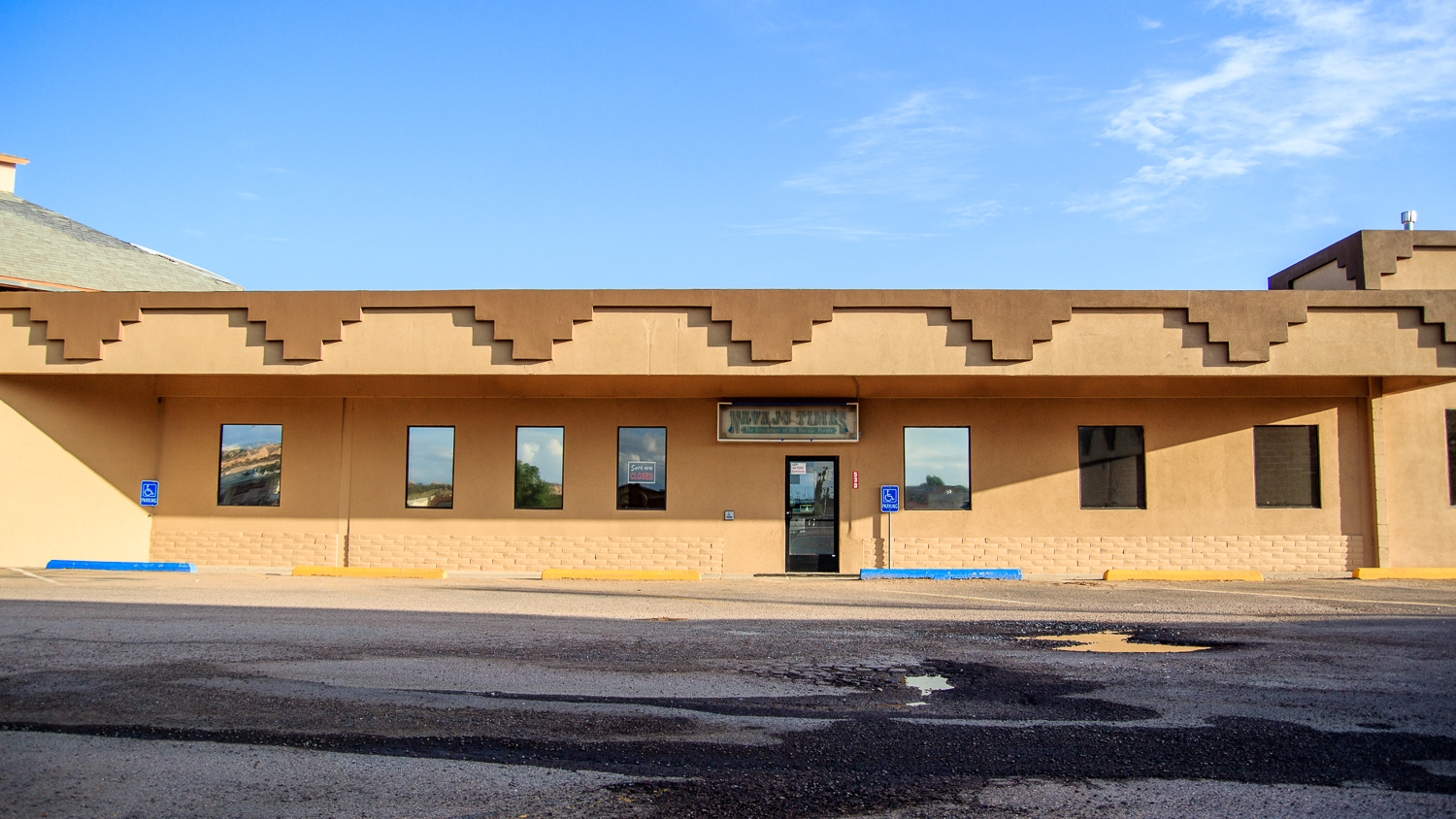
Trụ sở Navajo Times tại Window Rock, Arizona.

Dưới sự lãnh đạo của Tom Arviso, Jr. (người trở thành biên tập viên năm 1988), năm 2004, tờ báo chính thức độc lập tài chính hoàn toàn với Hội đồng bộ lạc. Năm 1993, Arviso trở thành nhà xuất bản, và hiện là Giám đốc điều hành của Công ty xuất bản Navajo Times. Những đóng góp của Arviso cho báo chí đã được công nhận như sau:
- 1997, ông được trao giải thưởng Wassaja của Hiệp hội Nhà báo Người Mỹ Bản địa (NAJA) vì "dịch vụ đặc biệt cho báo chí bản địa".[7]
- 1998, Giải thưởng Tự do Thông tin của Hiệp hội Báo chí Arizona
- 2000-2001, người Mỹ bản địa đầu tiên và duy nhất cho đến nay giành được học bổng John S. Knight tại Đại học Stanford
- Năm 2009, ông nhận được Giải thưởng John Peter và Anna Catherine Zenger, do Trường Báo chí của Đại học Arizona và Quỹ Báo chí Arizona trao tặng, vì đã thúc đẩy tự do báo chí cho tờ Navajo Times và các tờ báo khác của người Mỹ bản địa.[8]